# Unterhausen (Oberhausen)
Unterhausen ist ein Pfarrdorf und Gemeindeteil von Oberhausen im Landkreis Neuburg-Schrobenhausen, der zum Regierungsbezirk Oberbayern in Bayern gehört.

## Geographie
Unterhausen liegt direkt westlich von Oberhausen am Nordrand der flachen tertiären Höhen der Aindlinger Terrassentreppe. Naturräumlich gehört es also zur Donau-Iller-Lech-Platte, die wiederum Teil des Alpenvorlandes ist, eine der Naturräumlichen Haupteinheiten Deutschlands. Nach Norden öffnet sich das Donautal. Direkt nördlich fließt die Donau in westöstlicher Flussrichtung.
Die Nachbarorte Unterhausens sind der Hauptort Oberhausen direkt östlich, Sinning im Süden und die Burgheimer Ortsteile Leidling und Straß im Süden und Westen. Im Norden jenseits der Donau liegen die Rennertshofener Ortsteile Stepperg und Riedensheim.

## Verkehr und Wirtschaft
Unterhausen liegt an der Bundesstraße 16 zwischen Donauwörth im Westen und Neuburg an der Donau im Osten. Mit einem eigenen Kreuzungsbahnhof liegt Unterhausen (Bay) an der Bahnstrecke Ingolstadt–Neuoffingen. In Unterhausen besteht ein Ausbesserungswerk von RailMaint für Güterwagen, hauptsächlich Kesselwagen.

## Geschichte
Zahlreiche Funde deuten auf eine frühe Besiedelung dieser Gegend hin, Auf dem Stätteberg befindet sich eine Höhenburg aus der Bronzezeit mit Ringwall und Opferstätte, außerdem ein größerer Abschnittswall. Am Kreuzungspunkt der Römerstraßen südlich des Stätteberges befand sich ein römischer Tempel (Mühlhartfurt). Im Gräbnis finden sich Reste römischer Kalkbrennöfen.

Ursprünglich hieß Unterhausen Grumoldshausen, Grünwaldshausen oder Grimoldshausen, also Häuser des Grimwald.  Von 1000 bis 1200 gab es in Unterhausen drei Grundherren: der deutsche König und die von ihm belehnten Marschälle von Pappenheim und Kalendin, die Graisbacher und das Benediktinerinnenkloster Neuburg an der Donau. Im Pappenheimer Urbar waren bereits die beiden Husen (Ober- und Unterhausen) erwähnt. Bis 1552 war das Dorf vor allem im Besitz der Nonnen und der bayerischen Herzöge, die es durch einen weltlichen Vogt verwalten ließen. Die Graisbacher Besitztümer gingen auf das Kloster Niederschönenfeld über, das es bald mit dem Domkapitel Augsburg tauschte.

Nach Aufhebung des Benediktinerinnenklosters 1552 gingen die Besitztümer auf die bayerischen Herzöge über, die es dann dem Jesuitenkolleg Neuburg stifteten. Ab 1781 übte dann die Malteserkommende (als Nachfolger des Jesuitenkollegs) und ab 1822 der bayerische König das Patronatsrecht aus.

Die katholische Pfarrei Sankt Pankratius gehört zur Pfarreiengemeinschaft Sinning. Die Kirche stammt von 1775, der Kirchturm von 1820.
Am 1. Januar 1972 wurde die selbstständige Gemeinde Unterhausen, die zum Landkreis Neuburg an der Donau gehörte, in die Gemeinde Oberhausen eingegliedert.

## Sehenswürdigkeiten
- Pfarrkirche Sankt Pankratius
- Latourdenkmal